# Buchnera henriquesii
Buchnera henriquesii är en snyltrotsväxtart som beskrevs av Adolf Engler. Buchnera henriquesii ingår i släktet Buchnera och familjen snyltrotsväxter. Inga underarter finns listade i Catalogue of Life.